# Nuno Valente
Nuno Jorge Pereira da Silva Valente OIH conocido como Nuno Valente, pronunciación portuguesa: [ˈnunu vɐˈlẽtɨ]; (Lisboa, 12 de septiembre de 1974) es un exfutbolista portugués que jugó como lateral izquierdo o extremo. Más tarde se convirtió en entrenador.
Jugó profesionalmente en Portugal e Inglaterra para el Sporting CP, el Portimonense, el Marítimo, el União Leiria, el Oporto y el Everton.
Valente representó a Portugal a nivel internacional, participando en la Eurocopa 2004 (en la que Portugal se proclamó subcampeona) y en el Mundial 2006.

## Trayectoria

### Club
Nacido en Lisboa, Valente comenzó su carrera en las categorías inferiores del club de su ciudad, el Sporting de Lisboa, que lo cedió primero al Portimonense, de la segunda división portuguesa. Sin embargo, las oportunidades en el primer equipo fueron escasas en el Portimonense y, a pesar de su éxito en la conquista de la Copa de Portugal en 1995, fue cedido de nuevo en la temporada 1996-97 al CS Marítimo, también de la Primera Liga.
Un joven José Mourinho reconoció el talento de Valente y se lo llevó al União Leiria en el verano de 1999, donde pasó tres años como titular indiscutible. Fichó por el Oporto en 2002, donde ganó dos Ligas una Copa de la UEFA y una Champions League con José Mourinho como técnico. La campaña siguiente, Valente ayudó a su club a conquistar la Liga portuguesa y la Liga de Campeones. En esta última competición, el defensa participó en once partidos, diez de ellos completos. Al final de la temporada, renovó su contrato hasta 2007.
Tras el fichaje de Mourinho por el Chelsea, Valente sufrió una sucesión de lesiones. Sólo jugó ocho partidos en toda la liga nacional, pero regresó a tiempo para enfrentarse al Inter de Milán en los octavos de final de la Liga de Campeones, sin poder evitar que su equipo perdiera por un global de 2-4. Después de otro mal año, que incluyó un ultimátum del presidente del Oporto, Jorge Nuno Pinto da Costa, que le ordenó elegir entre el club o la selección, lo que acabó provocándole una suspensión, el 28 de agosto de 2005 Valente se marchó al Everton con un contrato de tres años por valor de 2,2 millones de euros, por recomendación de su mentor, Mourinho, después de que los ingleses perdieran por lesión al lateral izquierdo titular, Alessandro Pistone. Tardó un tiempo en adaptarse al frenético ritmo de la Premier League, pero a partir de entonces se convirtió en un fijo: en 2005-06 y 2006-07 fue considerado titular, pero tuvo que hacer frente a la dura competencia de Gary Naysmith; en febrero de 2007, el club de Merseyside se acogió a la opción de prorrogar un año su contrato, vinculándolo hasta junio del año siguiente. A principios de mayo de 2008, Valente firmó otro vínculo de un año, pero acabó cayendo en la jerarquía de los Toffees, respaldando habitualmente a Leighton Baines. Además, dado que el central Joleon Lescott también podía jugar en esa posición y que Valente también sufría problemas de lesiones, apenas recibió minutos de juego durante 2008-09, siendo liberado el 12 de junio de 2009 y optando por retirarse del fútbol tras haber participado en 60 partidos oficiales en cuatro temporadas.

### Internacional
Internacional absoluto con Portugal desde después de la Copa Mundial de la FIFA 2002, Valente fue titular con la selección nacional durante la campaña subcampeona de la Eurocopa 2004, disputada en casa. En 2005 sufrió una distensión en el muslo, pero se recuperó a tiempo para disputar la Copa Mundial de 2006, en la que volvió a ser clave para el cuarto puesto final. En el partido de cuartos de final contra Inglaterra, cometió mano en un centro de David Beckham, pero Horacio Elizondo no pitó penalti y su equipo se clasificó tras una tanda de penales.
Tras jugar una sola vez durante la fase de clasificación para la Eurocopa 2008, Valente se retiró del fútbol internacional en septiembre de 2008.

## Entrenador
Tras su retirada, Valente fue nombrado ojeador oficial del Everton en Portugal. Después de un año, regresó al club principal, el Sporting, y se incorporó al cuerpo técnico de Paulo Sérgio.
Valente inició su carrera como entrenador el 11 de octubre de 2017, sustituyendo a Fernando Mira al frente del C.D. Trofense de la tercera división portuguesa. Menos de dos meses después, tras seis partidos oficiales y cinco derrotas, fue despedido.

## Participaciones en Copas del Mundo
| Mundial                        | Sede     | Resultado    |
| ------------------------------ | -------- | ------------ |
| Copa Mundial de Fútbol de 2006 | Alemania | Cuarto lugar |

## Clubes
| Club               | Partidos | Goles | País       | Año       |
| ------------------ | -------- | ----- | ---------- | --------- |
| Portimonense       | 26       | 1     | Portugal   | 1993-1994 |
| Sporting de Lisboa | 18       | 0     | Portugal   | 1994-1996 |
| CS Marítimo        | 30       | 0     | Portugal   | 1996-1997 |
| Sporting de Lisboa | 18       | 1     | Portugal   | 1997-1999 |
| Uniao Leiria       | 87       | 2     | Portugal   | 1999-2002 |
| FC Porto           | 56       | 0     | Portugal   | 2002-2005 |
| Everton FC         | 43       | 0     | Inglaterra | 2005-2009 |